# Mirtuki
Mirtuki (ukr. Миртюки, Myrtiuki) – wieś na Ukrainie, w obwodzie lwowskim, w rejonie stryjskim.
Znajduje tu się przystanek kolejowy Mirtuki, położony na linii Stryj – Iwano-Frankiwsk.